# Mahmoud El-Nigero
Mahmoud Ismaïl El Nigero (en arabe : محمود إسماعيل النيجرو ; né en Égypte à une date inconnue et mort à une date et à un lieu inconnu) est un joueur de football international égyptien, qui évoluait au poste d'attaquant.

## Biographie

### Carrière en club
Il a joué sa carrière de club au Caire à Ittihad Al Shorta.

### Carrière en sélection
Il a participé à la coupe du monde 1934 en Italie où ils joueront un match contre la Hongrie en 8e de finale, et où ils s'inclineront 4 buts à 2.